# Sambomaster
Sambomaster (サンボマスター, Sanbomasutā) é uma banda Japonesa contratada pela Mastesix Foundation (Sony Music Records) e podem ser classificados como J-indie, rock.
A Sambomaster é formanda por 3 integrantes, Yamaguchi Takashi (vocalista e guitarrista), Yoichi Kondo (baixista) e Yasufumi Kiuchi (baterista).

## História
A banda teve seu início quando o vocalista e guitarrista Yamaguchi Takashi conheceu o baterista Yasufumi Kiuchi há alguns anos atrás, no clube de música da faculdade, em que ambos eram sócios. O dueto conheceu o baixista Yoichi Kondo em fevereiro de 2000, e os três formaram oficialmente a banda de nome Sambomaster. 
Eles fizeram o seu primeiro show em uma casa de shows no distrito de Koenji/Tóquio e logo seguiram para a produção do seu Oni (CD Demo), no qual eles passaram quase um ano trabalhando. Este foi lançado em abril de 2001 com o nome Kick no Oni e com uma edição limitada de 300 cópias.
No ano de 2003, foi lançado seu primeiro álbum de nome Atarashiki Nihongo Rock no Michi to Hikari e tiveram sua participação no Fuji Rock festival's Rookie GO GO. Isto conduziu a uma ascensão enorme no sucesso deles.
Em 2004 e 2005, o Sambomaster lançou singles de grande sucesso como o "Seishun Kyousoukyoku" (a quinta abertura do anime Naruto) e "Sekai wa sore wo Ai to Yobundaze" , que foi tema do dorama japonês Densha Otoko - além do último desafio do jogo rítmico Ouedan(Moero! Nekketsu Rhythm Damashii Osu! Tatakae! Ouendan 2), para Nintendo DS. Também foi pedido que eles fizessem o tema principal do filme Koi no Mon que se tornou a música "Tsuki ni Saku Hana no You ni Naru no". 
Sua canção "Hikari no Rock" foi utilizada como single para o filme "Bleach: The DiamondDust Rebellion". Em Março de 2009, a canção "Kimi wo Mamotte, Kimi wo Aishite" foi anunciada como décima-nona canção de encerramento do animê Bleach. Em 2010, tocaram o tema de encerramento do animê Kuragehime, "Kimi ni Kirei no Kizuite Okure".
A banda é atualmente muito ativa, lançando singles e álbuns constantemente.

## Membros
Takashi Yamaguchi  (山口隆 Yamaguchi Takashi)
Nascido em: 08 de Fevereiro de 1976
Cidade natal: Fukushima_(cidade)(福島市).
Frequentou o Ensino Médio no Colégio Aizu da Prefeitura de Fukushima (会津高等学校) e é graduado na Faculdade de Direito da Universidade de Toyo(東洋大学). Normalmente ele reduz a alça de sua guitarra para que ela fique em uma posição mais alta. 
Instrumentos usados: 1960 Gibson Les Paul Special TV Yellow - Gibson Les Paul Custom - Gibson sg red - Fender Telecaster Who tribute.
Yasufumi Kiuchi  (木内泰史 Kiuchi Yasufumi)
Nascido em: 04 de Agosto de 1976
Cidade natal: Chiba_(cidade)(千葉市)
Instrumentos usados: Canopus Drum Kit.
Yoichi Kondo  (近藤洋一 Kondo Yoichi)
Nascido em: 16 de Junho de 1977
Cidade natal: Tochigi_(cidade)(栃木市).
Instrumentos usados: Fender Jazz Bass - Fender Precision Bass - Rickenbacker Bass 4003.

## Discografia

### Singles
- Kick no Oni (indie)

(Abril de 2001)
- Utsukushiki Ningen no Hibi

「美しき人間の日々」 - SRCL-6185 - (07 de Abril de 2004)
- Tsuki ni Saku Hana no Yō ni Naru no

「月に咲く花のようになるの」- SRCL-6192 - (22 de Julho de 2004)
- Seishun Kyōsōkyoku

「青春狂騒曲」 - SRCL-5848 - (1º de Dezembro de 2004) - (tema de abertura de Naruto)
- Utagoe yoo kore

「歌声よおこれ」 - SRCL-5914 - (27 de Abril de 2005)
- Sekai wa Sore wo Ai to Yobundaze

「世界はそれを愛と呼ぶんだぜ」 - SRCL-5941 - (03 de Agosto de 2005) - tema de encerramento de Densha Otoko
- Subete no Yoru to Subete no Asa ni Tamborine o Narasu no da

「全ての夜と全ての朝にタンバリンを鳴らすのだ」 - SRCL-6063 - (02 de Novembro de 2005)
- Tegami

「手紙」 - SRCL-6226 - (15 de Março de 2006)
- Itoshisa to Kokoro no Kabe

「愛しさと心の壁」 - SRCL-6395 - (02 de Agosto de 2006)
- I Love You

「I Love You」 - SRCL-6547 - (18 de Abril de 2007)
- Very Special!!

「very special!!」 - SRCL-6607 - (25 de Julho de 2007)
- Hikari no Rock

「光のロック」 - (12 de Dezembro de 2007) (canção tema de BLEACH: The DiamondDust Rebellion)
SRCL-6677 (Ed. Limitada) / SRCL-6679 (Ed.Limitada) / SRCL-6681 (Ed. Regular)
- Kimi wo Mamotte, Kimi wo Aishite

「君を守って君を愛して」 - (10 de Junho de 2009) (tema de encerramento de Bleach)
- Rabu Songu

「ラブソング」 - (18 de Novembro de 2009)
SRCL-7157 [Edição Regular] / SRCL-7155 [Ed. Limitada]
- Dekikkonai o Yaranakucha

「できっこないを　やらなくちゃ」 - SRCL-7226 - (24 de Fevereiro de 2010)
- Kimi ni Kirei no Kizuite okure

「きみのキレイに気づいておくれ」 - (1º de Dezembro de 2010)
SRCL-7455 [Regular] / SRCL-7456 [Ed. Limitada]
- Kibo no Michi

「希望の道」 - SRCL-7575 - (23 de Fevereiro de 2011)
- I love you and I need you Fukushima

「I love you & I need you ふくしま」 - (14 de Outubro de 2011)
- Anata no koto shika kangaerarenai

「あなたのことしか考えられない」 - NCS-830 - (13 de Junho de 2012)

### Álbuns
- Atarashiki Nihongo Rock no Michi to Hikari

「新しき日本語ロックの道と光」 
03 de Dezembro de 2003 - SRCL-5632
- Sambomaster wa kimi ni katarikakeru

「サンボマスターは君に語りかける」
19 de Janeiro de 2005 - SRCL-5874
- Boku to Kimi no Subete o Rock 'n Roll to Yobe

「僕と君の全てをロックンロールと呼べ」
12 de Abril de 2006 - SRCL-6253
- Ongaku no Kodomo wa Mina Utau

「音楽の子供はみな歌う」
23 de Janeiro de 2008 - SRCL-6697
- Kimi no Tame ni Tsuyoku Naritai

「きみのためにつよくなりたい」
21 de Abril de 2010 - SRCL-7270
- Sambomaster Kyukyou BEST

「サンボマスター　究極ベスト」 
06 de Abril de 2011 - SRCL-7612
- ROCK'N'ROLL IS NOT DEAD

「ロックンロール イズ ノットデッド」
11 de Julho de 2012 - VIZL-477

### DVDs
- Sekai ROCK senbatsu FINAL zenkyoku ya~tsu te ura natsu FES o buttobashita hi

「世界ロック選抜ファイナル　全曲やって裏夏フェスをぶっ飛ばした日」
SRBL-1334 - 2008/03/12
- Boku to kimi no subete wa hibiyayagaiongakudō de utae

「僕と君の全ては日比谷野外音楽堂で唄え」
SRBL-1293 - 2006/12/06
- Atarashiki nihongo ROCK no VIDEO-CLIP-shū

「新しき日本語ロックのビデオクリップ集」
SRBL-1291 - 18 de Outubro de 2006
- Atarashiki nihongo ROCK o kimi ni katarikakeru

「新しき日本語ロックを君に語りかける　～サンボマスター初期のライブ映像集～」
SRBL-1265 - 02 de Novembro de 2005

### Outros
UMD MUSIC
- Atarashiki nihongo ROCK o kimi ni katarikakeru ~ SAMBOMASTER shoki no LIVE eizō-shū ~

「新しき日本語ロックを君に語りかける　～サンボマスター初期のライブ映像集～」
SRUL-10005 - 30 de Novembro de 2005
Parcerias e participações
- Hōkago no Seishun (Onanie Machine/Sambomaster)

「放課後の性春」
SRCL-5580 - 02 de Julho de 2003
- Koi no Mon Original Soundtrack

「恋の門　オリジナル・サウンドトラック」
SRCL-5808 - 23 de Setembro de 2004